# Уватский район
Ува́тский райо́н — административно-территориальная единица (район) и муниципальное образование (муниципальный район) в Тюменской области России.
Административный центр — село Уват.

## География
Уватский район является самым северным и большим по площади районом Тюменской области, не считая районов автономных округов, входящих в состав данной области. Общая площадь Уватского района составляет 48320,9 км².
Уватский район является единственным в области районом, приравненным к районам Крайнего Севера.
Уватский район граничит:
- на востоке — с Каргасокским районом соседней Томской области;
- с тремя районами соседней Омской области:
  - на юго-востоке — с Тарским,
  - на юге — с Тевризским и Усть-Ишимским;
- с шестью другими районами Тюменской области:
  - на юго-востоке — с Вагайским и Тобольским районами, не входящими в состав автономных округов,
  - с четырьмя районами соседнего Ханты-Мансийского автономного округа — Югры:
    - на северо-западе — с Кондинским,
    - на севере — с Ханты-Мансийским и Нефтеюганским,
    - на северо-востоке — с Сургутским.

Речная сеть хорошо развита и представлена, в основном, рекой Иртыш и его притоками: Демьянка, Туртас, Кеум, Имгыт и др. Наиболее крупные озёра: Нахарвант, Болотный Сор, Большой Сор, Чесноково, Большое Уимское.

## Население
| 2002    | 2009    | 2010    | 2011    | 2012    | 2013    | 2014    |
| ------- | ------- | ------- | ------- | ------- | ------- | ------- |
| 19 271  | ↗19 401 | ↗19 452 | ↗19 463 | ↘19 419 | ↘19 409 | ↘19 387 |
| 2015    | 2016    | 2017    | 2018    | 2019    | 2020    | 2021    |
| ↘19 258 | ↘19 100 | ↗19 125 | ↗19 176 | ↗19 177 | ↗19 335 | ↘18 686 |

### Национальный состав
Народы, проживающие в Уватском районе, и их доля от общей численности населения:
- русские (85 % от общей численности населения),
- татары (5,2 %),
- украинцы (3,4 %),
- белорусы (1,2 %),
- коренные малочисленные народы Севера — ханты и манси (0,7 %).[19]

## История
Уватский район образован на основании постановлений ВЦИК от 3 и 12 ноября 1923 года в составе Тобольского округа Уральской области из Батовской, Демьянской, Назымской, Романовской, Уватской, Юровской, части Филинской волостей Тобольского уезда Тюменской губернии как Демьянский район. Центр первоначально находился в с. Демьянское.
В район вошло 15 сельсоветов: Батовский, Буренский, Демьянский, Лебаутский, Мишинский, Першинский, Романовский, Субботинский, Тугаловский, Уватский, Филинский, Черноярский, Шандарский, Шиловский, Юровский.
25-30 июля 1924 года — упразднён Шиловский сельсовет.
14 января 1925 года — Демьянский район переименован в Уватский с перенесением центра в с. Уват. Батовский сельсовет передан в Самаровский район. Из Тобольского района переданы Алымский, Красноярский, Новосельский и Слинкинский сельсоветы.
1925 год — Филинский сельсовет передан в Самаровский район.
15 сентября 1926 года — Лебаутский сельсовет переименован в Терёхинский, Романовский — в Нижнеромановский (по месту нахождения их центров).
9 октября 1928 года — Першинский сельсовет переименован в Верхнеромановский.
1928 год — Шандарский сельсовет переименован в Ивановский.
17 января 1934 года — вошёл в состав Обско-Иртышской области.
1934 год — Слинкинский сельсовет переименован в Горнослинкинский, Субботинский — в Лугово-Субботинский.
7 декабря 1934 года — вошёл в состав Омской области.
10 декабря 1935 года — вошёл в состав вновь образованного Тобольского административного округа.
14 августа 1944 года — вошёл в состав Тюменской области.
17 июня 1954 года — упразднены Новосельский, Нижнеромановский, Терёхинский сельсоветы.
11 августа 1955 года — упразднён Верхнеромановский сельсовет.
22 мая 1959 года — образованы Лымкоевский и Туртасский сельсоветы. Мишинский и Черноярский сельсоветы упразднены.
1 февраля 1963 года — район упразднён. Территория вошла в состав Тобольского сельского района.
12 января 1965 года — район образован вновь из Алымского, Буренского, Горнослинкинского, Демьянского, Ивановского, Красноярского, Тугаловского, Туртасского, Уватского и Юровского сельсоветов.
3 июля 1970 года — Буренский сельсовет переименован в Осинниковский.
29 октября 1971 года — Туртасский сельсовет переименован в Новотуртасский по наименованию его центра п. Новый Туртас. Образован Туртасский сельсовет с центром в п. Туртас.
24 марта 1978 года — образован Соровский сельсовет.
20 декабря 1982 года — упразднён Новотуртасский сельсовет.
3 июля 1992 года — образован Укинский сельсовет.

## Муниципально-территориальное устройство
В Уватском муниципальном районе 12 сельских поселений и 1 межселенная территория, включающих 33 населённых пункта.
| №  | Сельские поселения                  | Административный центр | Количество населённых пунктов | Население | Площадь, км2 |
| -- | ----------------------------------- | ---------------------- | ----------------------------- | --------- | ------------ |
| 1  | Алымское сельское поселение         | село Алымка            | 4                             | ↘237      | 199,00       |
| 2  | Горнослинкинское сельское поселение | село Горнослинкино     | 2                             | ↘454      | 179,18       |
| 3  | Демьянское сельское поселение       | село Демьянское        | 2                             | ↗2123     | 258,14       |
| 4  | Ивановское сельское поселение       | село Ивановка          | 5                             | ↗766      | 170,62       |
| 5  | Красноярское сельское поселение     | село Красный Яр        | 4                             | ↘449      | 178,60       |
| 6  | Осинниковское сельское поселение    | село Осинник           | 4                             | ↘558      | 192,55       |
| 7  | Соровое сельское поселение          | посёлок Демьянка       | 2                             | ↗3301     | 393,40       |
| 8  | Тугаловское сельское поселение      | село Тугалово          | 1                             | ↘126      | 246,21       |
| 9  | Туртасское сельское поселение       | посёлок Туртас         | 1                             | ↘5120     | 65,52        |
| 10 | Уватское сельское поселение         | село Уват              | 1                             | ↘5142     | 176,00       |
| 11 | Укинское сельское поселение         | деревня Уки            | 1                             | ↘101      | 16,39        |
| 12 | Юровское сельское поселение         | деревня Солянка        | 3                             | ↘229      | 187,13       |
| 13 | Межселенная территория              |                        | 3                             | ↗80       |              |

## Населённые пункты
| №  | Населённый пункт | Тип     | Население | Муниципальное образование           |
| -- | ---------------- | ------- | --------- | ----------------------------------- |
| 1  | Алымка           | село    | 272       | Алымское сельское поселение         |
| 2  | Березовка        | деревня | 1         | Ивановское сельское поселение       |
| 3  | Верхний Роман    | деревня | 14        | Осинниковское сельское поселение    |
| 4  | Горнослинкино    | село    | 554       | Горнослинкинское сельское поселение |
| 5  | Демьянка         | посёлок | 2710      | Соровое сельское поселение          |
| 6  | Демьянское       | село    | 1816      | Демьянское сельское поселение       |
| 7  | Ивановка         | село    | 439       | Ивановское сельское поселение       |
| 8  | Ищик             | деревня | 54        | Юровское сельское поселение         |
| 9  | Красный Яр       | село    | ↗464      | Красноярское сельское поселение     |
| 10 | Лебаут           | деревня | 6         | Осинниковское сельское поселение    |
| 11 | Луговослинкина   | деревня | 42        | Горнослинкинское сельское поселение |
| 12 | Лучкина          | деревня | 2         | Алымское сельское поселение         |
| 13 | Малый Нарыс      | деревня | 15        | Красноярское сельское поселение     |
| 14 | Муген            | посёлок | 383       | Соровое сельское поселение          |
| 15 | Нагорный         | посёлок | 361       | Ивановское сельское поселение       |
| 16 | Осинник          | село    | 372       | Осинниковское сельское поселение    |
| 17 | Остров           | деревня | 9         | Ивановское сельское поселение       |
| 18 | Першино          | посёлок | 493       | Осинниковское сельское поселение    |
| 19 | Сафьянка         | деревня | 38        | Красноярское сельское поселение     |
| 20 | Сергеевка        | деревня | 55        | Красноярское сельское поселение     |
| 21 | Солянка          | деревня | 316       | Юровское сельское поселение         |
| 22 | Трошина          | деревня | 3         | Алымское сельское поселение         |
| 23 | Тугалово         | село    | ↘126      | Тугаловское сельское поселение      |
| 24 | Туртас           | посёлок | ↘5120     | Туртасское сельское поселение       |
| 25 | Уват             | село    | ↘5142     | Уватское сельское поселение         |
| 26 | Уки              | деревня | ↘101      | Укинское сельское поселение         |
| 27 | Шилова           | деревня | 20        | Демьянское сельское поселение       |
| 28 | Юровск           | село    | ↘0        | Юровское сельское поселение         |
| 29 | Ялба             | деревня | 4         | Ивановское сельское поселение       |
| 30 | Яр               | деревня | 86        | Алымское сельское поселение         |

### Упразднённые населённые пункты
- в 2000 году упразднены деревни Большой Ярок, Маи, Мишино и Мурза.
- в 2004 году упразднены село Кеум и деревня Лумкой[20].
- в 2005 году поселки Кирсарай и Первомайск, деревни Родина включены в состав села Уват.

- в 2013 году деревни Карбина и Усть-Демьянск упразднены «в связи с прекращением существования», деревня Трухина присоединена к селу Демьянское, деревня Увал присоединена к селу Ивановка, село Сор присоединено к посёлку Демьянка[21][22].

- В 2022 году — деревни Герасимовка, Калемьяга, Нефедова.

## Экономика
Базовым сектором экономики района является нефтедобыча. Общий объём запасов углеводородного сырья на территории района оценивается в 1,2 млрд тонн нефти. Основной недропользователь — общество с ограниченной ответственностью «РН-Уватнефтегаз» — занимается разведкой и разработкой группы Уватских месторождений, расположенных в Уватском районе Тюменской области, Ханты-Мансийском АО и в Омской области, в 700 километрах от Тюмени.
Промышленная добыча нефти в Уватском районе началась в 1991 году на Кальчинском месторождении.
За 2015 год добыча нефти составила 11057 тыс. т. Из  них около 90% приходится на Усть-Тегусское и Урненское месторождения.
Текущие извлекаемые запасы нефти составляют 360 млн. т.
На сегодняшний день ООО «РН-Уватнефтегаз» владеет 19 лицензионными участками, в границах которых открыто 37 месторождений углеводородов. ООО «РН-Уватнефтегаз» на 100% принадлежит НК «Роснефть». Нефть с месторождений Уватской группы поступает в систему магистральных нефтепроводов компании ПАО «Транснефть».

## Социально-экономическое развитие
В Увате действует краеведческий музей «Легенды седого Иртыша» и его филиал «А. И. Тихонов — легенда мирового биатлона», парашютный клуб и биатлонный центр им. А. И. Тихонова, на котором ежегодно проводится открытый чемпионат России по биатлону.

## Достопримечательности
Достопримечательностями района являются региональные заказники: самый большой на юге Тюменской области по площади Куньякский (116 248 га), седьмой по площади Стершиный, участок 1 (42 452 га) и Поваровский (12 037 га).